# Tyszkowo
Tyszkowo (deutsch Heinrichshöhe) ist ein kleiner Ort in der polnischen Woiwodschaft Ermland-Masuren. Er gehört zu Rybno (deutsch Ribben) innerhalb der Gmina Sorkwity (Landgemeinde Sorquitten) im Powiat Mrągowski (Kreis Sensburg).

## Geographische Lage
Tyszkowo liegt südwestlich des Pillacker Sees (polnisch Jezioro Piłakno) inmitten der Woiwodschaft Ermland-Masuren, 15 Kilometer südwestlich der Kreisstadt Mrągowo (deutsch Sensburg).

## Geschichte
Heinrichshöhe wurde am 17. Oktober 1854 als Vorwerk des „adligen Guts“ Ribben (polnisch Rybno) gegründet. Im Jahre 1905 zählte der kleine Ort, der zum Kreis Sensburg gehörte, fünf Einwohner. Zusammen mit dem Gut Ribben wurde das Vorwerk Heinrichshöhe am 30. September 1928 in die Landgemeinde Ribben überstellt.
1945 kam Heinrichshöhe in Kriegsfolge zusammen  mit dem gesamten südlichen Ostpreußen zu Polen und erhielt die polnische Namensform „Tyszkowo“. Heute ist der Ort als „część wsi“ nach Rybno einbezogen, zu dessen Schulzenamt (polnisch Sołectwo) es auch gehört – innerhalb des Verbundes der Gmina Sorkwity (Sorquitten) im Powiat Mrągowski (Kreis Sensburg), bis 1998 der Woiwodschaft Olsztyn, seither der Woiwodschaft Ermland-Masuren zugehörig.

## Kirche
Heinrichshöhe war bis 1945 in die evangelische Kirche Ribben in der Kirchenprovinz Ostpreußen der Kirche der Altpreußischen Union sowie in die katholische Kirche Kobulten im damaligen Bistum Ermland eingepfarrt. Heute gehört Tyszkowo kirchlicherseits ganz nach Rybno, sowohl zur evangelischen Kirchengemeinde, einer Filialgemeinde der Pfarrei Sorkwity in der Diözese Masuren der Evangelisch-Augsburgischen Kirche in Polen, als auch zur dortigen katholischen Pfarrei im jetzigen Erzbistum Ermland innerhalb der polnischen katholischen Kirche.

## Verkehr
Tyszkowo liegt an einer Nebenstraße, die die Woiwodschaftsstraße 600 bei Rybno (Ribben) über Rozogi (Rosoggen) mit der Landesstraße 16 (einstige deutsche Reichsstraße 127) bei Borki Wielkie (Groß Borken) verbindet. Ein Anschluss an den Schienenverkehr besteht nicht.